# Purvottanasana

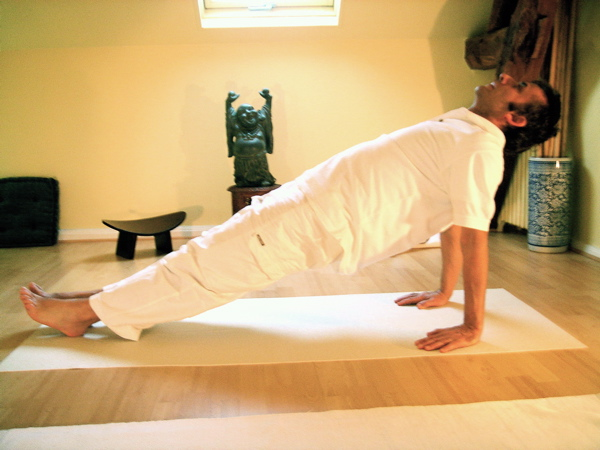
Omgekeerde Plank
Purvottanasana

Purvottanasana (Sanskriet voor intense oosterse strekhouding), beter bekend onder Omgekeerde Plank, is een houding of asana.
| Sanskriet | vertaling                   |
| purva     | oosters                     |
| ut        | intens                      |
| tan       | strekken                    |
| uttana    | intense strekking           |
| asana     | houding (letterlijk: 'zit') |

## Beschrijving
De Omgekeerde Plank begint in de Dandasana (Stafhouding), ofwel zittend in een hoek van 90° met de handen achter de heupen. De houding is het eenvoudigst uit te voeren, wanneer de vingers naar buiten gericht zijn. Er kan ook voor gekozen worden om ze in de lengte van het lichaam of naar lichaam toe te wijzen. Adem in en leun terug in de armen, waardoor de heupen opgelicht kunnen worden. Druk de onderkant van de voeten plat op de vloer. Houdt het gehele lichaam in een rechte lijn en buig daarbij ook het hoofd achterover, zodat het in de rechte lijn meegaat. Houdt deze oefening enkele ademhalingen vast.